# Jacqueline Hill
Jacqueline Hill (født 17. december 1929 i Birmingham i Warwickshire (nær West Midlands) i England, død 18. februar 1993 i London i England) var en britisk skuespillerinde, som er mest kendt for at have spillet Barbara Wright i Doctor Who. Hun var en af de to første følgesvende da serien begyndte i 1963 og hun spillede i næsten to år. I 1980 returnere hun til serien, men i rollen som Lexa i historien Meglos.